# Viorel Cataramă
Viorel Cataramă (Bacău, 31 gennaio 1955) è un politico e imprenditore rumeno.
Nel 1990 fu fondatore del gruppo Elvila, tra i più grandi produttori di mobili della Romania, dando il via ad un'intensa attività imprenditoriale, che lo portò ad essere uno degli uomini più ricchi del paese. Fu anche direttore del fondo d'investimento SAFI, che nel 1996 fu al centro di un grande scandalo finanziario.
Membro a più riprese del Partito Nazionale Liberale, del quale fu anche vicepresidente, rivestì il ruolo di segretario di stato del ministero dell'industria e del commercio (1991) e quello di senatore per il distretto di Bacău (1996-2000). Nel corso della legislatura 1996-2000 fu presidente della commissione economia del senato.

## Formazione e carriera professionale
Compiuti gli studi liceali presso la scuola Lucrețiu Pătrășcanu di Bacău, nel 1980 si laureò in economia all'Accademia degli studi economici di Bucarest e, negli anni successivi, lavorò in qualità di contabile per diverse società di stato (Impresa di cassette radio e TV di Bucarest, Impresa per il commercio estero Tehnoforestexport, Camera di commercio e dell'industria della Romania). Tramite i contatti sviluppati grazie agli incarichi nel commercio estero, nel 1988 fu assunto come direttore per l'Europa orientale della società belga BELCO, che acquistava mobili in Romania e li rivendeva nell'area del Benelux.
In seguito alla rivoluzione romena del 1989 che mise fine al regime comunista, si lanciò nell'imprenditoria, sfruttando l'esperienza maturata con la BELCO, fondando il gruppo Elvila, attivo nella produzione e commercio di mobili. Tramite una strategia commerciale collaudata, la sua società rilevò il portafoglio clienti delle aziende di Stato per le quali aveva lavorato negli anni precedenti. Elvila divenne un vero e proprio intermediario tra i produttori di mobili locali, in alcuni casi ancora di proprietà statale, e le compagnie estere che avevano precedentemente intrattenuto rapporti commerciali con lo stato rumeno. Come dichiarato da Cataramă la stessa BELCO era diventata cliente dell'Elvila.
Grazie alla propria posizione privilegiata il gruppo conobbe una crescita esponenziale e fu protagonista della privatizzazione della compagnia di stato che produceva mobili nella località di Beiuș, primo esempio di società pubblica ad essere acquisita da privati nella Romania postrivoluzionaria. L'Elvila crebbe fino a diventare uno dei più importanti produttori del paese e nel 2011 ad essere titolare di quattro fabbriche (a Beiuș, Mizil, Râmnicu Vâlcea e Piatra Neamț), numerosi punti vendita, quattro depositi e un parco mezzi costituito da oltre 100 camion. Nel decennio dal 2000 al 2010 il valore degli investimenti superò i 50 milioni di euro.
Nel 1990 Cataramă entrò anche nel campo dei media, con la creazione della Società di cultura e stampa Viitorul Românesc, editore dei quotidiani Viitorul Românesc e Ora e del settimanale Timpul. Negli anni novanta fu tra i principali amministratori di un fondo d'investimento, il SAFI, il cui fallimento nel 1996 fu considerato uno dei più grandi scandali finanziari dell'epoca, e proprietario del pacchetto di maggioranza di Libra Bank, poi ceduto. Al 2011 era titolare di azioni di oltre 250 società quotate in borsa.
Nel 2011 la rivista Capital lo inserì nella top 300 degli uomini più ricchi di Romania con un patrimonio di 120 milioni di euro.
L'importanza delle sue aziende gli permise di rivestire incarichi anche in diversi organismi di settore. Nel 1993 fu nominato vicepresidente dell'Unione generale degli industriali della Romania (UGIR) e nel 1994 presidente della filiale di Bucarest del Consiglio nazionale per la piccola e media impresa. Dal 1996 fu vicepresidente dell'Associazione degli imprenditori della Romania e dal 2002 membro del comitato direttivo dell'associazione dei produttori di mobili della Romania.
Tra le altre attività fu presidente della Federazione romena di tennis (1992-1996), vicepresidente della Federazione romena di golf (2005),  presidente della sezione della Croce rossa rumena del distretto di Ilfov (dal 2015) e vicepresidente della Croce rossa a livello nazionale (dal 2019).

## Carriera politica

### Primi anni e vicepresidenza del PNL
Fece il suo ingresso in politica nel 1990 dopo la rivoluzione che mise fine alla dittatura di Nicolae Ceaușescu, iscrivendosi al Partito Nazionale Liberale (PNL) di Radu Câmpeanu. Subito dopo le elezioni del maggio 1990, tuttavia, fu tra i protagonisti di una scissione che portò numerosi membri della nuova generazione (tra i quali Dinu Patriciu, Horia Rusu, Călin Popescu Tăriceanu, Andrei Chiliman e Radu Boroianu) a contestare aspramente la vecchia dirigenza del PNL e a fondare un nuovo gruppo politico, il Partito Nazionale Liberale-Ala Giovanile (PNL-AT). In seno al nuovo partito Cataramă assunse il ruolo di membro del consiglio direttivo.
Nel corso del 1991 il PNL-AT si avvicinò alla principale forza di governo, il Fronte di Salvezza Nazionale (FSN), elemento che, in seguito ad un ampio rimpasto del governo Roman II, permise al gruppo di ottenere diverse nomine ministeriali. Nel mese di aprile Radu Boroianu fu indicato come segretario di stato del ministero della cultura, mentre Viorel Cataramă come segretario di stato del ministero dell'industria e del commercio. I due mantennero il ruolo fino alla caduta dell'esecutivo guidato da Petre Roman nell'ottobre 1991.
Nel giugno 1992 il PNL-AT entrò a far parte della coalizione di centro-destra della Convenzione Democratica Romena (CDR). La decisione, tuttavia, anticipò uno scontro tra Dinu Patriciu e Cataramă, che portò ad un'ulteriore scissione. Nel giugno 1992 Tăriceanu, Chiliman, Boroianu e Cataramă fondarono il Nuovo Partito Liberale (Noul Partid Liberal, NPL), che concorse indipendentemente alle elezioni parlamentari di quell'anno, ottenendo percentuali intorno allo 0,50%. Cataramă fu formalmente presidente del NPL nel corso della sua breve esistenza. Nel febbraio 1993, infatti, il NPL fu assorbito dal PNL. Al congresso del 1993 Mircea Ionescu-Quintus divenne presidente, mentre Cataramă ottenne il ruolo di vicepresidente del partito al fianco di Radu Câmpeanu, Călin Popescu Tăriceanu, Dan Amedeo Lăzărescu e Radu Boroianu.
Nel 1995 anche il PNL aderì alla CDR, nelle cui liste concorse alle elezioni parlamentari in Romania del 1996. In tale occasione Cataramă, candidato nel natio distretto di Bacău, ottenne l'elezione a senatore e nel corso della legislatura fu presidente della commissione economia, industria e servizi del senato. Nel 1996 Cataramă fu al centro di uno scandalo finanziario di risonanza nazionale, quando entrò in fallimento il fondo d'investimento SAFI di cui era amministratore.

### Dimissioni e ritorno nel PNL
Nel corso degli anni successivi nacquero degli attriti tra Cataramă e la dirigenza del partito. Nel 1997 contestò platealmente la decisione del congresso di eleggere Valeriu Stoica alla funzione di primo vicepresidente del PNL. Nell'aprile 1998, invece, per via della preferenza accordata dalla presidenza del PNL all'indipendente Daniel Dăianu per il ruolo di ministro delle finanze del neonato governo Vasile, posizione per la quale concorreva anche Cataramă, accusò il partito di non perseguire una reale politica economica di centro-destra, annunciando contestualmente le dimissioni da vicepresidente.
Dopo aver più volte minacciato l'addio, le tensioni si risolsero solo nel febbraio 1999, quando Cataramă abbandonò il PNL per assumere la presidenza del Partito Nazionale Romeno (PNR), appena fondato dall'ex direttore del Serviciul Român de Informații Virgil Măgureanu, diventando in breve un fervente sostenitore del nazionalismo romeno. Solamente nel settembre 1999, però, lasciò la guida a Măgureanu, rassegnando le proprie dimissioni da presidente del gruppo al fine di evitare ripercussioni sull'immagine del partito dovute al fallimento del fondo SAFI. Mentre nel 2000 il PNR sparì dalla scena politica per via della fusione con il Partito dell'Unità Nazionale Romena, Cataramă provò a candidarsi come sindaco di Bucarest alle elezioni amministrative del 2000 con il sostegno dell'effimero Partito dei Privati (Partidul Particularilor - Partid Social Democrat Traditional), ottenendo appena 805 voti.
Nei mesi successivi avviò le trattative per la sua iscrizione ad Alleanza per la Romania (ApR), partito condotto da Teodor Meleșcanu, che puntava ad ottenere rappresentanza parlamentare alle elezioni del 2000. Dopo una dura débâcle elettorale, costretto ad una revisione generale, nel febbraio 2001 il comitato direttivo di ApR stabilì un reorientamento ideologico verso il centro-destra, con l'adesione a linee vicine al liberalismo sociale. La conferenza nazionale del marzo 2001 approvò il nuovo statuto e il nuovo programma, di cui Cataramă si reputava uno dei maggiori artefici. Tra le misure promosse direttamente da lui figuravano la chiusura delle aziende in perdita, il blocco delle sovvenzioni per le industrie non virtuose e la riduzione del numero dei giorni di vacanza per i dipendenti. ApR conferì il titolo di presidente a Meleșcanu e quello di primo vicepresidente a Viorel Cataramă.
La riorganizzazione del partito, tuttavia, non ebbe effetti a lungo termine. Per uscire da una situazione di anonimato politico, nel novembre 2001 Meleșcanu siglò con il PNL di Valeriu Stoica un accordo di fusione, che rientrava in una più ampia strategia del leader liberale di inglobare altre formazioni di centro-destra, malgrado alcuni malumori interni. Il congresso del PNL del gennaio 2002 ratificò l'annessione di ApR, mentre Meleșcanu e Cataramă vennero nominati rispettivamente primo vicepresidente e vicepresidente.

### Conflitto con Tăriceanu
Rientrato nei ranghi del PNL, nel 2003 fu indicato anche come vicepresidente della sezione del PNL nella capitale. Nel 2004 dichiarò di aver personalmente contribuito con decine di migliaia di euro alla campagna elettorale del partito per le elezioni locali. I problemi di immagine pubblica e gli scandali finanziari in cui era coinvolto, tuttavia, ne pregiudicarono la presenza sulle liste dei candidati alle elezioni parlamentari del 2004. La delegazione permanente del PNL, infatti, intenzionata ad applicare un filtro che impedisse la candidatura di personalità coinvolte in scandali pubblici, preferì non presentarlo, nonostante le rimostranze e il suo ricorso alla corte d'arbitraggio del partito. Mentre Cataramă fu escluso, il PNL vinse le elezioni in alleanza con il Partito Democratico nel quadro della coalizione Alleanza Giustizia e Verità.
Cataramă fu un veemente critico del governo presieduto dal liberale Călin Popescu Tăriceanu, divenuto nuovo leader del PNL. Nel gennaio 2006 ne chiese la sostituzione alla guida del partito, lamentando anche le influenze politiche di Dinu Patriciu sulla conduzione del PNL, e le dimissioni da premier in favore di un eventuale primo ministro in area PD, che a suo modo di vedere rappresentava il partito più forte dell'alleanza. Per questo motivo nel 2006 Cataramă fondò anche un'ONG, il Gruppo per il dialogo liberale (Grupul dialoguilui liberal), cui si iscrissero alcuni sostenitori del PNL che condividevano tali propositi.

### Lotta con Antonescu ed espulsione dal partito
Lontano per qualche anno dal centro della vita politica, presenziò al congresso del PNL del marzo 2009, che elesse Crin Antonescu nuovo leader. Il conseguente avvicinamento del PNL alla formazione di centro-sinistra del Partito Social Democratico (PSD), tuttavia, fu motivo di rinnovati attacchi di Cataramă alla dirigenza. Nel gennaio 2010, quindi, rese pubblica la sua intenzione di sfidare Antonescu per la posizione di nuovo presidente del PNL. Il punto principale del suo programma era quello di formare un governo ritenuto autenticamente di destra insieme al Partito Democratico Liberale (PD-L) di Emil Boc. Malgrado i propositi, però, fu costretto a ritirare la propria candidatura prima del congresso a causa dello scarso sostegno ricevuto. Nel corso del meeting del partito i due non si risparmiarono critiche. Cataramă accusò l'avversario di voler modificare lo statuto per isolare l'opposizione interna, anche su pressione di chi aveva sostenuto economicamente la campagna elettorale di Antonescu per le presidenziali del 2009, costata 1,6 milioni di euro. Il presidente del PNL, di contro, lanciò insinuazioni su una presunta collaborazione di Cataramă con la Securitate, la polizia politica del regime comunista.
Mentre Antonescu fu rieletto, la dirigenza prese serie misure contro Cataramă, mettendo ai voti la sua espulsione. Tra i motivi della richiesta il PNL elencò il duro discorso contro Antonescu tenuto da Cataramă durante il congresso, che rischiava di indebolire l'immagine del partito, e la mancanza del suo sostegno al candidato liberale alle elezioni presidenziali del 2009. Il 15 marzo 2010, quindi, il comitato esecutivo del PNL votò per il suo allontanamento con 39 voti favorevoli, 2 contrari e 4 astenuti. Per tale motivo Cataramă si ritirò temporaneamente dalla vita politica, dedicandosi esclusivamente alle proprie aziende. Nel corso di un'intervista del 2011 affermò di non essere attratto dal messaggio politico del PNL, poiché sotto l'attuale dirigenza non lo considerava un partito di destra, bensì uno di sinistra.
Nel 2012, a ridosso delle elezioni parlamentari, dichiarò che si sarebbe iscritto al Partito Nazionale Contadino Cristiano Democratico (PNȚCD) al fine di concorrere contro Antonescu nello stesso collegio elettorale per il senato in cui si presentava anche il leader del PNL. La sua candidatura ufficiale, tuttavia, fu smentita da Vasile Blaga, leader di Alleanza Romania Giusta (ARD), coalizione di cui faceva parte il PNȚCD.
Nel luglio 2014 annunciò che si sarebbe candidato da indipendente alle elezioni per la presidenza della repubblica in programma in novembre. Il mese successivo rinunciò all'idea, comunicando che avrebbe personalmente appoggiato l'altro candidato Cristian Diaconescu che, a sua volta, il 31 agosto si ritirò dalla corsa per sostenere Elena Udrea (Partito del Movimento Popolare).

### Candidatura alla presidenza del PNL e nuovo addio
Tornò a rivestire una funzione dirigenziale nel PNL solo nell'aprile 2017, quando la filiale del partito del settore 2 di Bucarest lo elesse primo vicepresidente della sezione. Nel mese di maggio si iscrisse alla corsa per l'elezione del nuovo presidente del partito in vista del congresso del giugno 2017. La candidatura, tuttavia, fu respinta, poiché la sua mozione, «Politica nazionale - Via liberale» (Politica națională - Calea liberală), non era stata convalidata dai comitati direttivi distrettuali di almeno dieci filiali del PNL, così come previsto dall'art. 72 dello statuto. Ludovic Orban fu nominato nuovo presidente.
Nel marzo 2018 si presentò come avversario di Orban nel corso della seduta del consiglio nazionale del PNL, che stabilì il candidato alla funzione di premier per le elezioni parlamentari del 2020. Al presidente del PNL andarono 686 voti, mentre quelli a favore di Cataramă furono solo 113. I rapporti con la nuova dirigenza furono segnati da costanti contrasti. Questi spinsero il presidente del PNL a chiederne e ad ottenerne l'espulsione per violazioni allo statuto, per aver apostrofato i propri colleghi ed aver espresso pubblicamente i propri malumori al di fuori delle strutture di partito. Oltre a rilasciare dichiarazioni pubbliche considerate offensive dalle alte sfere del PNL, in agosto Cataramă arrivò persino a sporgere denuncia contro Orban e altri quindici membri del partito con l'accusa di aver falsificato i risultati del voto per la scelta del candidato premier. Successivamente la decisione dell'ufficio esecutivo riguardante la sua espulsione fu ribaltata dalla commissione di arbitraggio del partito, che stabilì la nullità dell'atto a causa del mancato rispetto di diversi punti dello statuto, consentendo a Cataramă di conservare il titolo di membro del PNL.

### Destra Liberale
Nonostante ciò, nel novembre 2018 preferì lasciare la formazione liberale per fondare un nuovo partito, Destra Liberale (Dreapta Liberală), tramite il quale candidarsi alle elezioni presidenziali del 2019. La candidatura fu ufficialmente annunciata il 10 giugno 2019. Il 18 settembre presentò all'Ufficio elettorale centrale le firme di 230.000 sostenitori necessarie per l'iscrizione alla tornata elettorale e lanciò lo slogan per la campagna «Lavori e guadagni. Una Romania giusta» («Muncești și câștigi. O Românie dreaptă») e il programma politico, basato sul sostegno al settore privato, alle esportazioni e alla riduzione dei sussidi sociali.
Il 20 settembre, tuttavia, il BEC dichiarò non valida la domanda per via di irregolarità riscontrate nelle firme. Dopo essersi appellato alla Corte costituzionale, il 23 settembre questa ne riconobbe le ragioni. Pur ammettendone l'iscrizione, il 24 settembre il BEC lo denunciò alla procura dell'Alta corte di cassazione e giustizia insieme ad altri sette candidati, precisando che un numero significativo di firme consegnate all'autorità presentava similitudini evidenti, avanzando l'ipotesi di un massiccio ricorso alla falsificazione delle sottoscrizioni. Il 7 novembre il Consiglio nazionale per lo studio degli archivi della Securitate (CNSAS), inoltre, decretò che Cataramă era stato un informatore della Securitate. Al voto del 10 novembre ottenne lo 0,53% delle preferenze.

### Elezioni del 2020
Alle successive elezioni locali del settembre 2020, Destra Liberale e Movimento dei Patrioti Romeni, coalizione costituita dal partito con altre forze minori, ottennero un numero di voti irrisorio.
Alle elezioni parlamentari del 6 dicembre 2020 si candidò come capolista al senato nelle liste di PRO Romania nel distretto di Bihor, ma il partito non superò la soglia di sbarramento.
Nell'aprile 2024 tornò ancora una volta nel PNL, in seguito alla confluenza di Destra Liberale nel partito principale.

## Aspetti controversi

### Scandalo SAFI
Nel novembre 1993 fu tra i principali promotori dell'istituzione del fondo di investimento chiamato FMOA (Fondo Mutuo degli Uomini d'affari, Fondul Mutual al Oamenilor de Afaceri), gestito dalla società SAFI Invest SA. Tramite l'emissione di quote legate al fondo, gli amministratori promettevano interessi mensili del 40%, attraendo presto un gran numero di investitori. Oltre il 30% degli utili netti della società, tuttavia, sarebbe stato utilizzato da Cataramă per il finanziamento delle proprie attività come l'Elvila e Libra Bank, sollevando il dubbio dell'esistenza di un conflitto d'interessi. Tra i maggiori gestori del fondo vi furono diversi membri delle gerarchie del PNL, soci di Cataramă anche in Libra Bank, come Călin Popescu Tăriceanu, Victor Babiuc, Andrei Chiliman, Radu Cojocaru, Dan Rușanu e Ion Basgan, mentre il presidente del consiglio d'amministrazione fu il segretario generale del partito George Danielescu.
Nonostante l'imponente crescita, nella primavera del 1996 il sistema entrò in crisi a causa di politiche di investimento inadeguate e della scarsa regolamentazione legislativa in materia di mercato di capitali. L'introduzione di nuove norme sul calcolo degli attivi dei fondi di investimento, infatti, rivelò la debolezza della SAFI che, in base alle nuove regole, diventò insolvente. Mentre il pagamento dei titoli fu sospeso, l'amministrazione della società fu affidata a Cataramă. In un primo momento la SAFI riuscì a ripagare mensilmente parte degli investitori con il 5% della somma totale o in cambio di mobili prodotti presso gli stabilimenti di proprietà di Cataramă, che a partire dal novembre 1996 rivestì il ruolo di presidente della commissione economia del senato. 100.000 persone, tuttavia, rimasero coinvolte nel collasso del fondo, senza riuscire a ricevere un risarcimento, anche per via delle scarse misure in tema di protezione degli investitori previste dalla legislazione romena dell'epoca. In seguito all'esplosione dello scandalo, che ebbe risonanza nazionale, nel 1998 il FMOA fu trasformato in un fondo privato con capitale di rischio e cambiò il proprio nome in FOA (Fondo degli Uomini d'Affari, Fondul Oamenilor de Afaceri).
Le indagini volte a verificare le responsabilità iniziarono nell'aprile 1997. Cataramă fu accusato dagli inquirenti di aver pubblicato in qualità di presidente del fondo un prospetto informativo, autorizzato dalla Commissione nazionale dei valori mobiliari (CNVM), che presentava come reale una situazione non veritiera, che aveva causato un danno agli investitori. Alla chiusura delle indagini preliminari nel 2003, malgrado il ruolo di Cataramă, la procura non inoltrò nessuna domanda di rinvio a giudizio, mentre questo, invece, fu richiesto dai magistrati del tribunale del settore 1 di Bucarest, che lo accusavano di frode. Cataramă si appellò al tribunale municipale di Bucarest, che nel 2006 riconobbe le sue ragioni, disponendo la chiusura del caso che lo riguardava.
L'unico soggetto che dovette affrontare il processo per l'intero scandalo fu George Danielescu. Secondo gli inquirenti tra il dicembre 1993 e il marzo 1996 questi avrebbe utilizzato a scopo personale circa 167 miliardi di lei appartenenti al fondo e avrebbe emesso dei documenti fittizi che attestavano un valore degli utili netti del fondo che differiva da quello reale, inducendo in errore circa 2.400 investitori. La corte d'appello del tribunale di Bucarest, tuttavia, lo scagionò dai reati di falso in scrittura privata e frode aggravata per i quali era imputato.

### Informatore della Securitate
Nei decenni successivi alla rivoluzione del 1989 fu più volte accusato da personalità pubbliche di essere stato vicino alla polizia politica del regime comunista, la Securitate, anche per via dei mezzi che avevano permesso il suo rapido arricchimento all'inizio degli anni novanta. Cataramă ribadì di non aver mai avuto contatti diretti con gli agenti della struttura repressiva di Ceaușescu.
Il 7 novembre 2019 il Consiglio nazionale per lo studio degli archivi della Securitate (CNSAS) rilasciò un documento ufficiale che attestava che Viorel Cataramă era stato un informatore della Securitate. Secondo l'analisi dell'istituzione, nel periodo comunista aveva fornito informazioni firmandosi, oltre che con il proprio nome reale, anche con gli pseudonimi "Viorel", "W" e "Voicu". Il leader di Destra Liberale affermò che si trattava di informazioni false e strumentali che inficiavano la sua corsa alle elezioni presidenziali e che si sarebbe appellato al CNSAS.

### Posizioni sulla pandemia di COVID-19
Nel 2020, nel pieno della pandemia di coronavirus, in modo da contrarre volontariamente il virus si recò nel villaggio di Bărbulești, piccola località del distretto di Ialomița che aveva registrato 70 casi di malattia di COVID-19. Cataramă, infatti, si professò uno strenuo sostenitore della teoria dell'immunità di gregge, opponendosi alle misure di confinamento predisposte dalle autorità. Per tale gesto l'8 maggio 2020 la procura del tribunale di Urziceni aprì un'inchiesta penale per violazione delle norme di quarantena.

## Vita privata
Dal primo matrimonio con Adela Surugiu, durato 17 anni, ebbe un figlio, nato nel 2001. Nel 2013 sposò in seconde nozze il chirurgo estetico Adina Alberts, conosciuto personaggio del jet set romeno. Da questa nel 2015 ebbe una figlia, Briana Maria.